# Bass Sultan Hengzt
Bass Sultan Hengzt, pseudonimo di Fabio Cataldi (Berlino, 14 agosto 1981), è un rapper tedesco.

## Carriera
Nato a Berlino in una famiglia di origine italiana per parte paterna e turca per quella materna, inizia la sua carriera musicale nel 1999 con l'etichetta underground BASSBOXXX. Da qui nasce, come ha dichiarato in un'intervista rilasciata a Juice
(una delle più  importanti riviste di rap tedesche), anche il suo nome d'arte; Bass, infatti, in riferimento alla sua prima casa discografica e Sultan ed Hengzt (in tedesco "Stallone", sottinteso come "Stallone italiano"), invece, in riferimento rispettivamente sia alle sue origini turche sia a quelle italiane.
Hengzt, insieme a Bushido e King Orgasmus One,  fonda la BMW (Berlins Most Wanted) e incide per la I luv Money records
Nel 2003 esce il suo album Rap braucht kein Abitur“ la cui vendita è  stata proibita ai minorenni il 29 gennaio 2005.
Nello stesso anno esce un altro album insieme a MC Bogy Von Bezirk zu Bezirk
Nel 2005 Bushido fonda la sua prima casa discografica sotto il Major Urban/Universal
ersguterjunge e prende anche Bass Sultan Hengzt sotto contratto.
Con “ersguterjunge” esce l'album Rap braucht immer noch kein Abitur. 
Subito dopo il suo album si inaspriscono i rapporti tra Hengzt e Bushido e così finisce il
loro rapporto musicale. Hengzt non vuole avere più a che fare con Bushido al quale rimprovera di essere geloso della sua popolarità.
Il suo terzo album Berliner Schnauze (in italiano: La boccaccia di Berlino) esce agli inizi del 2006 prodotto dalla casa discografica Amstaff Murderbass.
In questo album ci sono anche come special guest Sido e Fler.
Nel febbraio 2006 Hengzt va in Tournée come spalla al gruppo Bloudhound Gang.
Dopo gli incidenti a Lipsia in Germania Hengzt interrompe la tournée.
Nel giugno del 2006 Hengzt fece da spalla a 50 Cent durante la sua tournée in Germania.
Il 28 agosto 2006 è Bass Sultan Hengzt ospite d'onore nella trasmissione televisiva MTV-Show Urban TRL dove nelle due settimane precedenti aveva raggiunto il primo
posto nella trasmissione televisiva TRL Most Wanted.
Il 14 settembre 2007 esce il quarto album da solista di Hengzt col titolo Der Schmetterlingseffekt (in italiano: L'effetto farfalla) dove Hengzt lascia il Battle-rap e si dedica soprattutto a temi
più personali. Il singolo con video di Schmetterlingseffekt era già uscito il 31 agosto 2007.
Dopo alcuni lavori con la Rockband Poprockz ritorna Hengzt nel maggio 2009 con il suo nuovo album da solista, Zahltag, nel mondo del rap. L'album raggiunse in Germania il 33º posto negli album charts e in Svizzera il 56º posto.

## Discografia

### Album da solo
| Anno | Titolo                             | Album Charts | Album Charts | Album Charts | Vendite |
| Anno | Titolo                             | GER          | AUT          | CH           | Vendite |
| ---- | ---------------------------------- | ------------ | ------------ | ------------ | ------- |
| 2003 | Rap braucht kein Abitur            | -            | -            | -            |         |
| 2005 | Rap braucht immer noch kein Abitur | 74           | -            | -            | 15.000  |
| 2006 | Berliner Schnauze                  | 28           | -            | -            | 50.000  |
| 2007 | Der Schmetterlingseffekt           | 29           | -            | -            | 20.000  |
| 2009 | Zahltag                            | 33           | -            | -            | 5.000   |

### Album in collaborazione
- 2002: Berlin bleibt hart (con King Orgasmus)
- 2004: Von Bezirk zu Bezirk (con MC Bogy)

### Mixtapes
- 2006: Große Schnauze, viel dahinter Tour Mixtape

### EP´s
- 2010: Homework (download gratuito)

### Singoli
| Anno | Titolo               | Singoli Charts | Singoli Charts | Singoli Charts |
| Anno | Titolo               | GER            | AUT            | CH             |
| ---- | -------------------- | -------------- | -------------- | -------------- |
| 2006 | Berliner Schnauze    | 95             | -              | -              |
| 2006 | Millionär            | 44             | -              | -              |
| 2007 | Schmetterlingseffekt | 81             | -              | -              |
| 2012 | Wilkommen zurück     | 12             | -              | -              |

### Altre pubblicazioni
- 2003: Ketten raus, Kragen hoch ---> (Freetrack)
- 2003: Du bist Freund, ich bin Feind ---> (Freetrack)
- 2004: Gangbang (Bushido feat. Bass Sultan Hengzt & Baba Saad) ---> Electro Ghetto (Album)
- 2004: Zeiten ändern sich (Godsilla feat. Bass Sultan Hengzt) ---> Übertalentiert (Album)
- 2004: Untergrund Dizz (feat. Serk) ---> (Freetrack)
- 2005: Fick den Index ---> (Freetrack)
- 2005: Pass auf! (Fler feat. Bass Sultan Hengzt & G-Hot) ---> F.L.E.R. 90210 (MixTape)
- 2005: Hennessy (Fler feat. Bass Sultan Hengzt) ---> F.L.E.R. 90210 (MixTape)
- 2005: Schlampe (Fler feat. Bass Sultan Hengzt) ---> Aggro Ansage Nr. 5 (Sampler)
- 2006: Zeit ist Geld (Fler feat. Bass Sultan Hengzt) ---> Trendsetter (Album)
- 2006: Jeden Tag Wochenende (Sido feat. Bass Sultan Hengzt) ---> Ich (Album)
- 2006: Mein Leserbrief ---> (Freetrack)
- 2006: Freund oder Feind 2 ---> (Freetrack)
- 2006: Einzelkampf ---> (Freetrack)
- 2006: Schläger gegen Streber (feat. Fler) ---> (Freetrack)
- 2007: Es gibt wieder Zeugnisse ---> (Freetrack)
- 2007: Endlich hier (Greckoe feat. Bass Sultan Hengzt) ---> Ein Level weiter (Album)
- 2007: Das ist los (Fler feat. Alpa Gun & Bass Sultan Hengzt) ---> AirMax Muzik (MixTape)
- 2007: Ruf die Bullen (Godsilla feat. Bass Sultan Hengzt) ---> City of God (Album)
- 2007: Niemals (Godsilla feat. Bass Sultan Hengzt) ---> City of God (Album)
- 2008: Ich bin so Gaga (Sido feat. Bass Sultan Hengzt) ---> Ich und meine Maske (Album)
- 2008: Maskulin Maskulin (Fler & Godsilla feat. Bass Sultan Hengzt) ---> Südberlin Maskulin (Album)
- 2009: Scheiss auf dich (Fler feat. Bass Sultan Hengzt) ---> Fler (Album)
- 2009: Meine Stadt (RMX) (Juvel feat. Azad, Manuellsen & Bass Sultan Hengzt) ---> (Remix)
- 2009: Sein Leben lang (feat. Serk) ---> (Freetrack)
- 2010: Gangsta Musik (Farid Bang feat. Bass Sultan Hengzt) ---> Asphalt Massaka 2 (Album)
- 2010: Widerstand (Eko Fresh feat. Summer Cem, Farid Bang & Bass Sultan Hengzt) ---> Was kostet die Welt? (Album)
- 2010: Schneid dein Kopf ab (King Orgasmus feat. Vero & Bass Sultan Hengzt) ---> La petite Mort 2 - Moderne Sklaverei (Album)
- 2010: Rattatta Peng (King Orgasmus feat. Farid Bang & Bass Sultan Hengzt) ---> La petite Mort 2 - Moderne Sklaverei (Album)
- 2010: Egotrip (King Orgasmus feat. Bass Sultan Hengzt) ---> La petite Mort 2 - Moderne Sklaverei (Album)
- 2010: Such dir`n Job (King Orgasmus & Mach One feat. Bass Sultan Hengzt) ---> Rap aus Berlin (Album)
- 2010: Gang Bang 2010 (Baba Saad feat. Bass Sultan Hengzt) ---> (Freetrack)
- 2010: Asozialster Flow der Welt (Baba Saad feat. Bass Sultan Hengzt) ---> (Freetrack)
- 2011: Wir randalieren im Knast (Massiv feat. Bass Sultan Hengzt & Farid Bang) ---> Blut gegen Blut 2 (Album)
- 2011: Milfhunter (King Orgasmus feat. Bass Sultan Hengzt) ---> M.I.L.F. (Album)
- 2012: Berlin bleibt hart 2 (Bass Sultan Hengzt & King Orgasmus) ---> (Freetrack)
- 2012: Du liebst mich (Atakan feat. Bass Sultan Hengzt) ---> Rapcore (Album)
- 2012: Meine Jordans (Sido feat. Bass Sultan Hengzt) ---> Beste (Raccolte)
- 2013: Bombe, Feuer, Benzin! (Luiquit Walker feat. Sido & Bass Sultan Hengzt) ---> Unter Wölfen (Album)

Diss Track
- 2005: Böser Junge (Diss versus Bushido) ---> (Freetrack)
- 2006: Fick Bushido (Diss versus Bushido) ---> (Freetrack)

### DVD
- 2006: Berlin bleibt hart Tour DVD